# Teófilo Cid
Teófilo Cid Valenzuela (Temuco, 27 de septiembre de 1914-Santiago, 15 de junio de 1964) fue un poeta chileno, fundador del grupo surrealista Mandrágora.

## Biografía
Su padre fue funcionario de Ferrocarriles del Estado por lo que su familia deambuló de ciudad en ciudad por el sur del país. Valdivia, Osorno, Talca, Concepción, además de su natal Temuco, donde jugaba y hacía excursiones en el cerro Ñielol.
Sus estudios secundarios los realiza en el Liceo de Concepción y de Talca. En este último, es compañero de Braulio Arenas y Enrique Gómez Correa con quienes conformarían posteriormente la Mandrágora.
En 1932 obtiene el primer premio de los Juegos Florales celebrados en Talca con el poema "La fiesta que no tendremos".
En 1933 se establece en Santiago. Estudia Leyes, pero no termina. Luego cursa pedagogía en castellano. Por estos tiempos trabaja como funcionario del Ministerio de Relaciones Exteriores llegando a ocupar el puesto de subdirector de protocolo.
En 1936 se desempeña como jefe de redacción del diario La Nación.
En 1938 Enrique Gómez Correa, Braulio Arenas, Jorge Cáceres y Teófilo Cid dan vida al movimiento surrealista La Mandrágora
Con la victoria electoral del abanderado del Frente Popular, Pedro Aguirre Cerda, llegan a ser miembros de la Generación del 38 de Chile, que incluye muchos colegas como los escritores Nicomedes Guzmán (1914-1964) quien tiene las mismos fechas vitales de Teófilo Cid, Juan Godoy (1911-1981), Francisco Coloane (1910-1964), Maité Allamand (1911-1996), Andrés Sabella (1912-1989), Gonzalo Drago (1906- 1994), Carlos Droguett (1912-1996),
Eduardo Anguita (1914-1992), Volodia Teitelboim (1916-2008), Miguel Serrano (1917-2009), Gonzalo Rojas (1917-2011) y varios otros.
En 1942 publica Bouldroud, libro que el propio autor caracteriza como una obra de relatos oníricos.
En 1949 colabora con artículos en el semanario Pro-Arte y el desaparecido diario La Hora.
En 1952 publica la novela El tiempo de la sospecha, en la que aborda desde un punto de vista crítico la dictadura de Carlos Ibáñez del Campo durante los años 1927 y 1931.
En 1954 publica Camino del Ñielol, poema largo de mil versos donde el autor expresa su alejamiento del surrealismo y mayor cercanía al creacionismo de Vicente Huidobro.
En 1955 participa en el programa radial como conferencista en las audiciones de Cruz del Sur, revista hablada de la Radio Sociedad Nacional de Minería
En 1960 es secretario técnico de la Sociedad de Escritores de Chile.
En 1961 obtiene el primer premio de teatro en el concurso Juegos Literarios Gabriela Mistral de la Municipalidad de Santiago por su obra inédita, Alicia ya no sueña, escrita en conjunto con Armando Menedin. Tres años después la municipalidad edita este libro.
En 1963 recibe el Premio Nacional del Pueblo de la comuna de San Miguel, por el conjunto de su obra poética.
El 15 de junio de 1964 Teófilo Cid muere en el pensionado del Hospital José Joaquín Aguirre.
En 1976 Alfonso Calderón recopila sus crónicas aparecidas en los diarios La Nación y La Hora, las revistas Pro-arte y Alerce, entre otras, bajo el título ¡Hasta Mapocho no más!